# Michele Di Giesi
Michele Di Giesi (Bari, 4 settembre 1927 – Roma, 20 novembre 1983) è stato un sindacalista e politico italiano, più volte Ministro della Repubblica Italiana, al Mezzogiorno, alle Poste, al Lavoro ed infine alla Marina Mercantile tra il 1979 ed il 1983.

## Biografia
Nato il 4 settembre 1927 a Bari in Puglia, sindacalista, entrò nell'Unione Italiana del Lavoro (UIL) con importanti incarichi a livello provinciale, poi regionale ed infine nazionale, nel settore dei trasporti e in quello del commercio.
È stato capo dell'Ufficio stampa del Ministro del lavoro e della previdenza sociale socialdemocratico Virginio Bertinelli nel periodo del quarto governo Fanfani.
Alle elezioni amministrative del 1962 viene eletto consigliere comunale a Bari per il Partito Socialista Democratico Italiano (PSDI) e assessore all'economato nella giunta comunale di Vitantonio Lozupone; successivamente, nel 1966, divenne assessore ai lavori pubblici e vicesindaco di Bari nella giunta di Gennaro Trisorio Liuzzi. La sua linea politica era caratterizzata da una totale aderenza alle idee di Giuseppe Saragat.
Divenuto un esponente di spicco dello PSDI in Puglia e dell'Italia meridionale, alle elezioni regionali pugliesi del 1970 venne eletto in consiglio regionale della Puglia, dove fu il primo vicepresidente della giunta regionale di centro-sinistra presieduta da Trisorio Liuzzi fino al 1972.
Eletto per la prima volta alla Camera dei deputati il 17 maggio 1972 (VI Legislatura), viene riconfermato anche per la VII dove ricopre il ruolo di Ministro senza portafoglio con la delega agli interventi nel Mezzogiorno. Nella successiva Legislatura, ricopre ancora quel ruolo; diviene poi Ministro delle poste e delle telecomunicazioni nel Governo Forlani, Ministro del lavoro e della previdenza sociale nei successivi 2 esecutivi guidati da Spadolini, ed infine, Ministro della marina mercantile nel Governo Fanfani V.
Nel 1978 si oppose alla scansione della scuola superiore quinquennale in un biennio comune seguito da un triennio specializzante, sostenendo che ne sarebbe uscita una scuola troppo poco specialistica per il mondo del lavoro e troppo poco generalista per la formazione universitaria.
Rifiutò l'incarico di ministro senza portafoglio per gli affari regionali nel governo Craxi, dedicandosi alla vita interna del PSDI, dove Di Giesi aveva l'aspirazione di raggiungere la poltrona di segretario.
Muore a causa di un infarto nella sua abitazione di Roma a soli 56 anni Il 20 novembre 1983, alla vigilia di un Congresso Nazionale del PSDI. Il suo ruolo parlamentare venne ricoperto dal primo dei non eletti, Eugenio Sarli.